# Reformisterna
Reformisterna är en svensk socialdemokratisk förening som arbetar med ekonomisk-politisk opinionsbildning. 
Föreningen grundades 5 juni 2018 med frontfigurerna Daniel Suhonen, Markus Kallifatides och Sara Karlsson och blev snabbt Socialdemokraternas största partiförening. Föreningen samlar omkring 5300 medlemmar från hela Sverige men tillhör organisatoriskt Socialdemokraterna i Stockholm. Markus Kallifatides har varit föreningens ordförande sedan den grundades och är sedan valet 2022 invald i riksdagen för Socialdemokraterna..
Föreningen styrs av sitt reformprogram som innehåller krav på ett nytt finanspolitiskt ramverk, ett progressivt skattesystem samt välfärds- och klimatsatsningar. Föreningen beskriver sig själva som en socialdemokratisk förening som vill se en starkare socialdemokrati. Föreningen har beskrivits som tillhörande partiets vänsterfalang.
Reformisternas formella namn är Socialdemokratiska föreningen för ekonomisk-politisk reform- och idéutveckling.

## Rapporter och opinionsbildning
Reformisterna har sedan de grundades 2018 släppt ett flertal rapporter med politiska förslag.
Åren 2019, 2020 och 2021 presenterade föreningen vad de kallar “alternativa socialdemokratiska statsbudgetar” i syfte att siffersätta intäkter och utgifter i deras reformprogram.
I december 2021 lanserade föreningen rapporten “En ny socialdemokratisk välfärdsmodell - efter NPM och marknadsstyrning” med förslag för en ny styrning och organisering av svensk välfärd. I rapporten presenteras det Reformisterna kallar 90-10-0-modellen: att den offentligt finansierade välfärden till 90 % bör vara offentligt utförd, till 10% utförd i idéburen sektor och 0 % utföras i vinstsyfte.
I mars 2021 släppte föreningen rapporten “En grön ny giv för Sverige”. Rapporten inspirerades av den amerikanska Green New Deal och beskrivs av föreningen som “en heltäckande och budgeterad reformplan för Sveriges klimatomställning som visar hur Sverige kan bli klimatneutralt år 2035”. Rapporten innehåller förslag om att minska Sveriges klimatutsläpp genom att reformera industrin, jord- och skogsbruket och transportsektorn. Senare samma år släpptes en rapport kallad “En investeringsbank för Sverige” som utvecklar föreningen förslag att inrätta en särskild investeringsbank i syfte att mobilisera kapital till investeringar i infrastruktur, industrins omställning och bostäder.
Föreningen släppte 8 mars 2022 rapporten “God fördelningspolitik är god jämställdhetspolitik - Den ekonomiska jämställdheten i Sverige och Reformisternas Reformprogram”. 
Hösten 2022 släppte Reformisterna ett förslag på utformning av den stora elpriskompensation som de politiska partierna lovade i valrörelsen 2022. Föreningen föreslog att stödet skulle riktas till hushåll som drabbas hårdast och har minst marginaler och justeras ned för hushåll med högre inkomster, samt att det inte skulle kopplas till framtida elförbrukning.

## Socialdemokraternas partikongress 2021
Ett av Reformisternas uttalade syften är att det Socialdemokratiska partiet ska anta föreningens förslag som sina. Inför Socialdemokraternas partikongress 2021 mobiliserade föreningen kring sexton kongressmotioner. Den stora majoriteten av motionerna antogs under våren 2021 av Socialdemokraterna i Stockholm och spreds i andra stora partidistrikt inför partikongressen.
Efter kongressen rapporterade flera nyhetsmedier om skrivningar om ekonomisk politik som tillkommit i partiets riktlinjer efter kongressförhandlingarna och företrädare för Reformisterna uttryckte sig i positiva ordalag om uppgörelsen. Företrädare för LO uttalade att besluten “höjer förväntningarna på partiets investeringsvilja” och att “det vi beslutar måste ha bäring”.
I anslutning till att kongressen avslutades publicerade Magdalena Andersson, som nytillträdd partiledare, tillsammans med Åsa Lindhagen från Miljöpartiet en debattartikel om att tidigarelägga översynen av det finanspolitiska ramverket.

## Riksdagsvalet 2022
I riksdagsvalet 2022 bedrev Reformisterna personvalskampanj för sin ordförande Markus Kallifatides som stod på Socialdemokraternas riksdagslista i Stockholms kommun. Föreningen publicerade också i valrörelsens sista veckor en granskning av Moderaternas skattepolitik.
Kort efter valet 2022 publicerade Reformisterna en valanalys där man uppmanade Socialdemokraterna att lägga om den ekonomiska politiken och stärka den socialdemokratiska folkrörelsen för att "ta tillbaka initiativet i svensk politik".